# Khương Ngọc
Huỳnh Quang Ngọc, thường được biết đến với nghệ danh Khương Ngọc (sinh ngày 26 tháng 7 năm 1984), là một nam diễn viên, nhạc sĩ, ca sĩ, người dẫn chương trình kiêm nhà làm phim người Việt Nam. 
Anh được khán giả biết đến qua các vai diễn của các bộ phim gồm Hoa dã quỳ, Taxi, Chàng trai không biết ghen, Sự thật vô hình, Thiên mệnh anh hùng, Scandal, Bờ bến lạ và Tiền chùa.

## Tiểu sử và sự nghiệp
Khương Ngọc sinh ra tại Nha Trang, tỉnh Khánh Hòa vào ngày 26 tháng 7 năm 1984. Gia đình Ngọc không có ai làm nghệ thuật, ngày nhỏ Ngọc đã tham gia hoạt động đều đặn trong các hoạt động văn nghệ của nhà trường, Ngọc rất thích ca hát nhưng cũng không nghĩ mình sẽ trở thành một diễn viên hay ca sĩ. Sau này lớn lên, Ngọc có duyên được gặp một người anh là con trai người giám đốc của bố, anh đã giúp đỡ Ngọc và khuyên Ngọc đi theo nghệ thuật. Người anh này không hề làm nghệ thuật mà làm về ngành kỹ thuật, nhưng anh đã nhìn thấy ở Khương Ngọc có những tố chất hoạt động nghệ thuật và có niềm tin Ngọc sẽ làm được điều gì đó.
Những ngày lên Sài Gòn đi học, Ngọc đã từng làm mọi thứ để kiếm tiền, từ việc đi bán vé số, đi đánh đội tuyển cầu lông để có giải thưởng, đi thi người mẫu học đường để có tiền giải thưởng trang trải việc sống cũng như đi trình diễn thời trang, ca hát tại các sân khấu lớn nhỏ để có thể chu toàn cuộc sống một mình ở thành phố. Tất cả mọi việc Ngọc đều có thể làm miễn sao công việc đó là lương thiện.
Khương Ngọc từng tốt nghiệp hạng ưu Cao đẳng Sân khấu - Điện ảnh TPHCM. Bộ phim đầu tiên của Khương Ngọc tham gia là phim truyền hình "Hoa Dã Quỳ", vai diễn anh chàng giang hồ Sét độc đáo trong phim tạo được ấn tượng với khán giả. Các đạo diễn bắt đầu chú ý đến Khương Ngọc từ đó.
Trong âm nhạc, trước khi làm diễn viên, Khương Ngọc từng là thành viên của hai nhóm nhạc là nhóm FBO cùng với Nguyễn Hoàng Duy, Tần Khánh (sau đó là Tiến Dũng (The Men)) và nhóm Thạch Anh Tím cùng với Thiên Vương (MTV), Nguyễn Hoàng Duy. Khương Ngọc cũng đã từng tạo được ca khúc hit "Tình yêu lạ kỳ" do chính anh viết lời. Hai niềm đam mê: âm nhạc và điện ảnh, với Khương Ngọc thật khó để xác định được điều gì là chính, là phụ trong cuộc đời. Ngoài "Tình yêu lạ kỳ" ra thì Ngọc cũng đã sáng tác nhiều nhạc phim khác nữa.

## Tác phẩm

### Phim truyền hình
| Năm  | Tựa phim                   | Kênh        | Vai diễn    | Đạo diễn          | Ghi chú |
| ---- | -------------------------- | ----------- | ----------- | ----------------- | ------- |
| 2006 | Chuyện tình yêu            | HTV7        | Nghĩa       | Xuân Phước        |         |
| 2007 | Hoa dã quỳ                 | HTV9        | Sét         | Võ Tấn Bình       |         |
| 2008 | Vua sân cỏ                 | HTV9        | Sơn         | Đinh Đức Liêm     |         |
| 2008 | Bò cạp tím                 | HTV9        | Khánh       | Trương Dũng       |         |
| 2009 | Cuộc chiến hoa hồng        | HTV9        | Tuấn Minh   | Đinh Đức Liêm     |         |
| 2009 | Đam mê                     | HTV9        | Bảo         | Đinh Đức Liêm     |         |
| 2009 | Taxi                       | HTV9        | Bảo         | Phạm Ngọc Châu    |         |
| 2009 | Dòng sông huynh đệ         | HTV2        | Khiêm       | Kim Hyo Jung      |         |
| 2010 | Chuyện tình mùa thu        | HTV7        | Thiếu Giang | Trương Dũng       |         |
| 2010 | Giấc mơ biển               | HTV9        | Khoa        | Trương Dũng       |         |
| 2010 | Ngôi đền cổ tích           | HTV7        | Bác sĩ Thức | Bùi Quốc Bảo      |         |
| 2011 | Chàng trai không biết ghen | VTV9        | Lâm Khiêm   | Trương Dũng       |         |
| 2011 | Mẹ và con trai             | HTV9        | Long        | Phạm Ngọc Châu    |         |
| 2011 | Sự thật vô hình            | THVL1       | Bảo         | Nguyễn Dương      |         |
| 2013 | Bờ bến lạ                  | VTV9        | Lâm         | Đinh Đức Liêm     |         |
| 2013 | Sông trôi muôn hướng       | VTV9        | Trọng       | Trương Dũng       |         |
| 2014 | Dấu cộng của trái tim      | HTV9        | Quý         | Lê Quang Hưng     |         |
| 2014 | Vòng vây hoa hồng          | HTV7        | Khải Lân    | Đặng Lưu Việt Bảo |         |
| 2015 | Nhà chung                  | VTV9        | Duy Kha     | Quốc Thuận        |         |
| 2015 | Giông tố cuộc đời          | THVL1       | Phát        | Trương Dũng       |         |
| 2015 | Ba đâu có khóc             | HTV7        | Quẩy        | Nguyễn Quang Minh |         |
| 2015 | Đôi mắt bồ câu             | VTV1        | Chương      | Nguyễn Dương      |         |
| 2015 | Ông trùm                   | THVL1       | Minh Dế     | Nguyễn Dương      |         |
| 2020 | Bẫy mỹ nhân                | MCV Network | Henry Sung  | Lê Anh Cường      |         |

### Phim điện ảnh
| Năm  | Tựa phim                             | Vai diễn              | Đạo diễn                  | Ghi chú                   |
| ---- | ------------------------------------ | --------------------- | ------------------------- | ------------------------- |
| 2011 | Sài Gòn Yo!                          | Hải                   | Stephane Gauger           |                           |
| 2011 | Long Ruồi                            | Khắc                  | Charlie Nguyễn            |                           |
| 2012 | Thiên mệnh anh hùng                  | Trần Tướng quân       | Victor Vũ                 |                           |
| 2012 | Chuộc tội                            | Chưa có thông tin     |                           | Phim chưa được phát hành. |
| 2012 | Scandal                              | Lê Hùng               | Victor Vũ                 |                           |
| 2013 | Tiền chùa                            | Lucky Lộc             | Thiện Đỗ                  |                           |
| 2014 | Cô dâu đại chiến 2                   | chàng gay ở phòng gym | Victor Vũ                 |                           |
| 2014 | Tốc độ và đường cong                 | Việt                  | Phan Minh                 |                           |
| 2016 | Yêu là phải xài chiêu                | Anh Đẹp               | Charlie Nguyễn            |                           |
| 2017 | Rừng xanh kỳ lạ truyện               | Người đột biến        | Khương Ngọc - Ngọc Hùng   |                           |
| 2018 | Yêu nữ siêu quậy                     | Thịnh Nguyễn          | Ngọc Hùng                 |                           |
| 2018 | Ống kính sát nhân                    | X                     | Nguyễn Hữu Hoàng          |                           |
| 2019 | Chị Mười Ba - Phần kết Thập Tam Muội | Bi Long               | Khương Ngọc - Tô Gia Tuấn |                           |
| 2021 | Song song                            | Giáo sư Sâm           | Nguyễn Hữu Hoàng          |                           |
| 2022 | Dân chơi không sợ con rơi            |                       | Huỳnh Đông                |                           |

Và nhiều bộ phim khác

### Dẫn chương trình
- Trẻ em luôn đúng - VTV9
- Camera Cận Cảnh - HTV9
- Tạp chí 360 - HTV9
- Ai cũng bật cười (Mùa 2) - HTV2

### Các chương trình đã tham gia
- Gương mặt thân quen (mùa 3) - VTV3
- Gương mặt thân quen Nhí (mùa 2) - VTV3
- Ơn giời cậu đây rồi! - VTV3
- Thiên đường ẩm thực - HTV7
- Lữ khách 24h - HTV7
- Chọn đâu cho đúng - VTV3
- Ai cũng bật cười - HTV2
- Lạ lắm à nha - VTV3
- Mặt nạ ngôi sao - HTV7
- Nhanh như chớp - HTV7
- Nhanh như chớp nhí - HTV2

### Nhạc đã sáng tác
- Tình yêu lạ kỳ (nhạc phim Chàng trai không biết ghen)
- Thư tình chưa gửi
- Thiên mệnh anh hùng
- Tiền đùa (nhạc phim Tiền chùa)
- Scandal Showbiz
- Tình ca mùa đông
- Cảm ơn anh
- Taxi
- Đêm
- Tâm thư gửi cho ba và mẹ
- Ngược thời gian
- Đồng hồ báo thức
- Ngôi đền cổ tích
- Mr. Hoàn Hảo
- Tình yêu chạy trốn
- Sợ vợ có gì sai?
- Hẹn gặp lại em (nhạc phim Chị Mười Ba)
- Mệt không em
- Quẳng hết lo đi
- Cuộc chiến quý ông (nhạc phim Cuộc chiến quý ông)
- Khác biệt (nhạc phim Rừng xanh kỳ lạ truyện)  (đồng sáng tác với Andiez)

### Kịch sân khấu Thế Giới Trẻ
- Biệt thự bí ẩn (vai chàng trai 1)
- Chuyện hai chàng (vai Khương Đồng)
- Chuyện hai chàng 2019 (vai Khương Đồng)
- Di chúc máu (vai ông Thành)
- Điện thoại nửa đêm (vai Tân)
- Đời như ý (vai ông Tám thiến heo)
- Gia đình siêu quậy (vai Việt kiều)
- Giếng oan hồn (vai Phước)
- Họa hồn (vai Hiếu)
- Khát khao của chàng (Dream boys) (vai Thái Vũ)
- Kiều nữ săn đại gia (vai Quốc)
- Lạnh nhẹ từ phía sau (vai ông Năm làm vườn)
- Lầu hoang (vai bác sĩ Tuấn)
- Sứ giả thiên đường (vai Quang)
- Trai đẹp lắm chiêu (vai Thanh Dương)
- Tình yêu nổi loạn (vai ông David Trần)
- Thần tiên cũng nổi điên (vai Long)
- Trót yêu (vai Dương)
- Tình lá diêu bông (vai Viễn Du)
- Xác trôi sông (vai ông Bình)

### Đạo diễn phim
- Yêu là phải xài chiêu (với Nguyễn Ngọc Hùng)
- Rừng xanh kỳ lạ truyện (với Nguyễn Ngọc Hùng) (Khương Ngọc đồng viết kịch bản với Nguyên Hoàng và Huyền Trân, dựng phim với Nguyễn Duy Linh)
- Chị Mười Ba - Phần kết Thập Tam Muội (với Mr. Tô)
- Chị Mười Ba: Ba ngày sinh tử (do Võ Thanh Hòa làm đạo diễn còn Khương Ngọc tham gia biên kịch với Thu Trang và Bình Bồng Bột)
- Live - #PhátTrựcTiếp
- Chị dâu

## Giải thưởng
- Giải nhất cuộc thi "Gương mặt Fuji" năm 2003
- Giải nhì cuộc thi "Tìm kiếm gương mặt điện ảnh mới" năm 2004
- Giải nhất cuộc thi "Micro Vàng" năm 2005
- Giải nhì cuộc thi "Ngôi sao ngày mai" năm 2006
- Đề cử giải Mai Vàng năm 2010 cho vai diễn trong phim truyền hình Taxi
- Lọt vào top 3 giải thưởng truyền hình - HTV Awards năm 2010 với vai diễn trong phim Taxi
- Lọt vào top 3 giải thưởng truyền hình - HTV Awards năm 2011 với vai diễn trong phim Giấc mơ biển
- Giải phụ chương trình "Gương mặt thân quen" cho thí sinh thân thiện nhất do ban tổ chức bình chọn năm 2015
- Giải nhất chương trình "Gương mặt thân quen nhí" cùng với bé Ben Hoàng Quân năm 2015

## Đời tư
Ngày 21/5/2022, Khương Ngọc đã làm đám cưới với Hải Yến, trước đó anh đã yêu nhau một thời gian với diễn viên Mai Phương (1985-2020), 6 năm (2009-2015) với diễn viên Thanh Trúc, 1 năm (2015-2016) với diễn viên Khả Như.